# Katamachnahalli, Chintamani
Katamachnahalli là một làng thuộc tehsil Chintamani, huyện Chikkaballapur, bang Karnataka, Ấn Độ.